# Jean-Charles Allet
Jean-Charles Allet est un graveur français né à Paris vers 1668 et mort après 1732.
Il a passé presque toute sa vie en Italie, notamment à Turin, Rome et surtout la cour de Sardaigne, où il est certainement mort. Il a toujours exercé son art dans le style des graveurs du XVIIe siècle et a essentiellement donné des portraits (surtout d'ecclésiastiques) et des œuvres de dévotion.
D'après Heinecken, il aurait signé à la fois Charles et Jean-Charles, ce qui a parfois fait croire à l'existence de deux artistes distincts. 

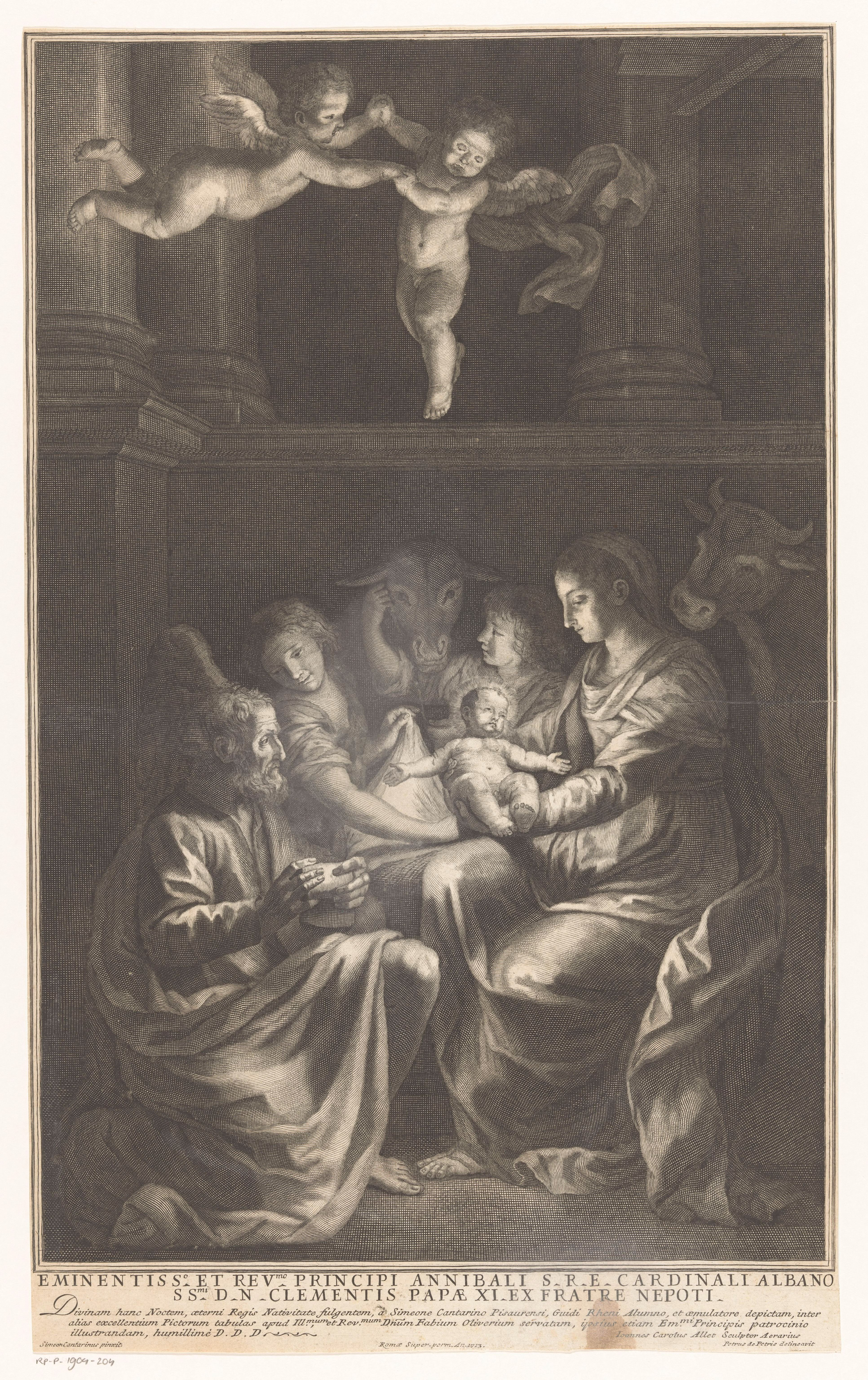
Naissance du Christ, eau-forte et pointe sèche (1713, Rijksmuseum Amsterdam).
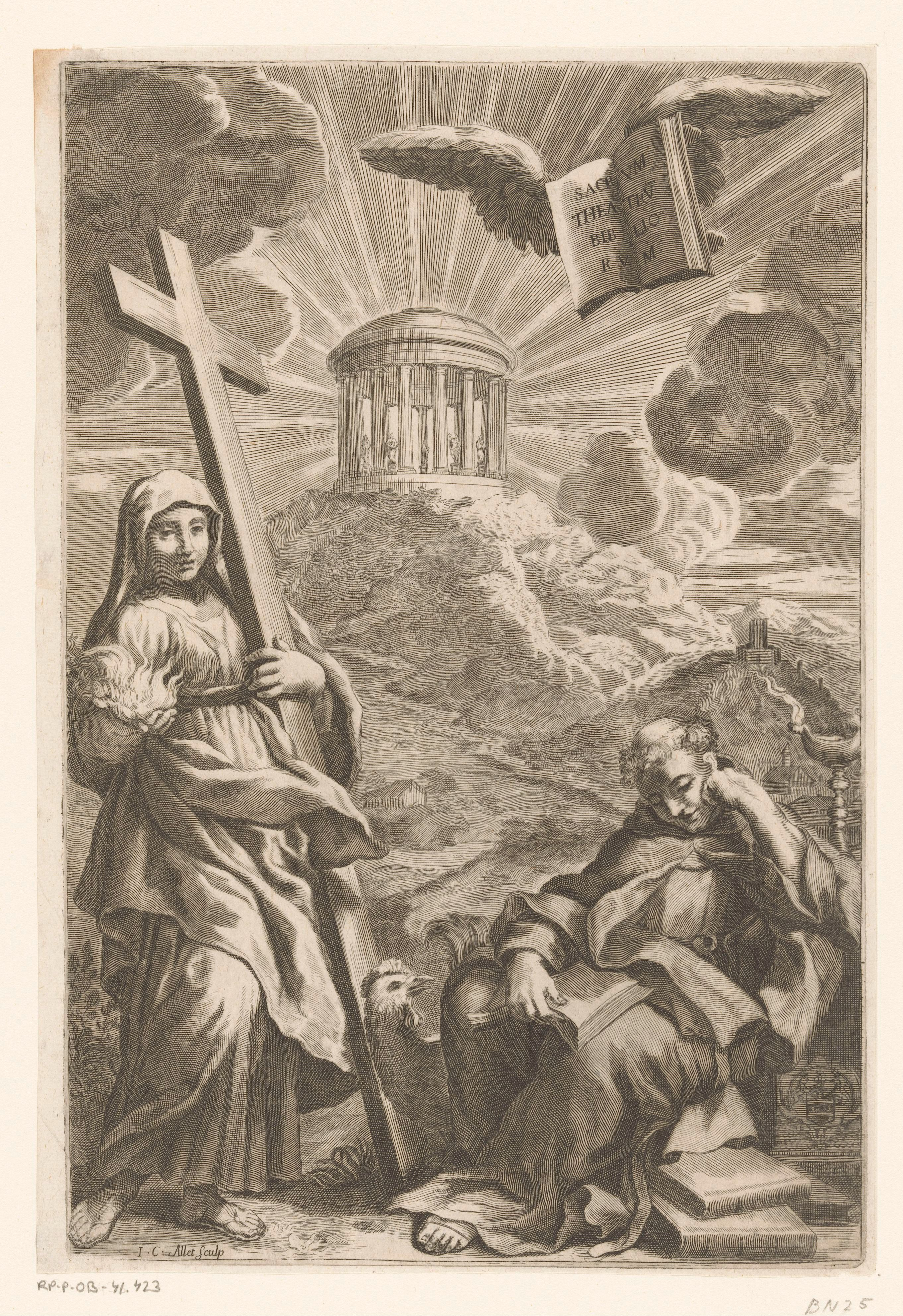
Sainte avec une croix et une flamme dans sa paume à côté d'un clerc assis, eau-forte et pointe sèche (1690, Rijksmuseum Amsterdam).
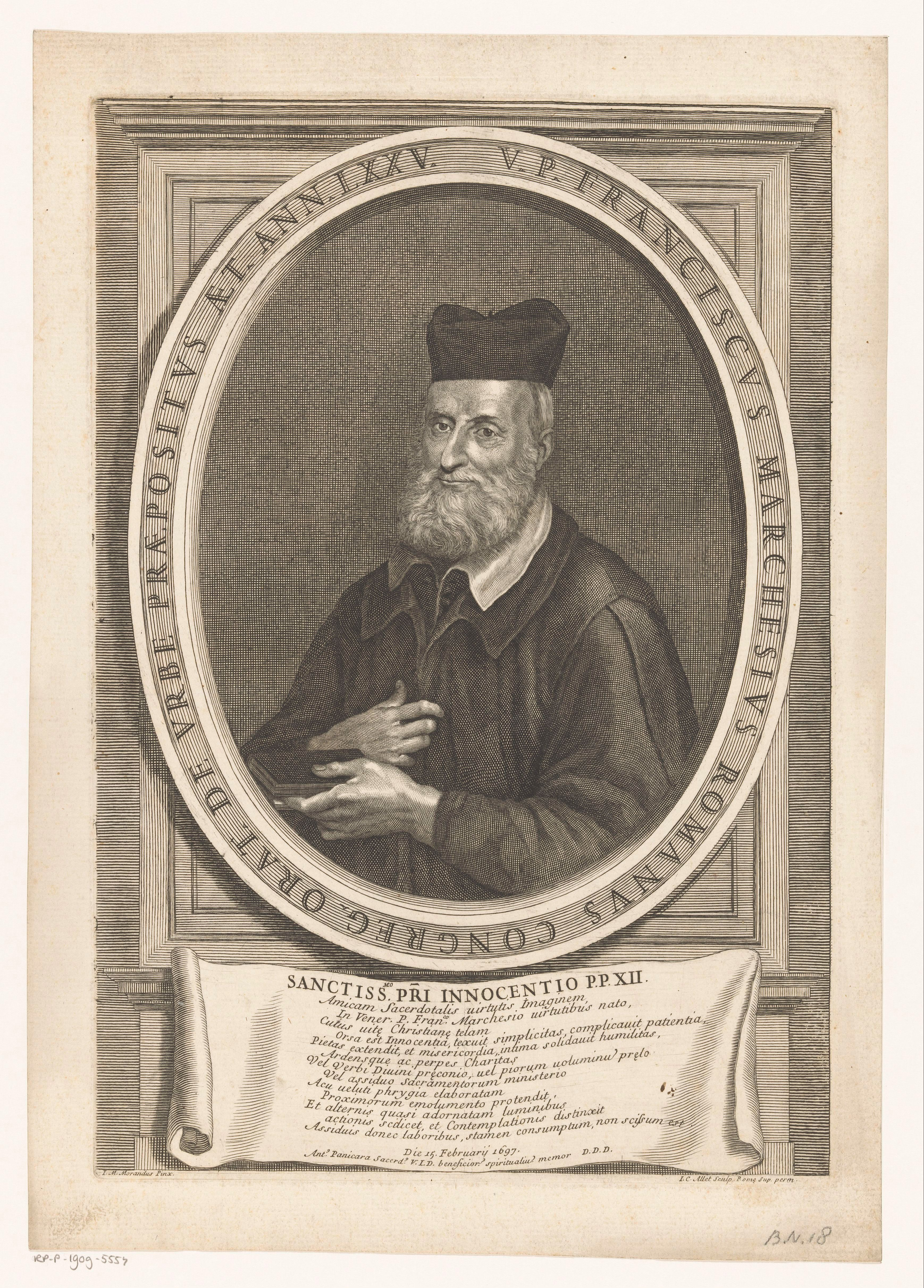
Portrait de Francesco Marchesi, eau-forte et pointe sèche (1690, Rijksmuseum Amsterdam).